# Pietro Beretta
Pietro Beretta (22 de abril de 1870 Gardone Val Trompia, Itália — 01 de maio de 1957 Gardone Val Trompia, Itália), foi um empresário italiano.

## Histórico
Em 1903 ele herdou de seu pai Pier Giuseppe Beretta a empresa de armeiros Beretta, fundada em 1526 por Bartolomeo Beretta. A Beretta restaurou a fábrica e em 1915 distribuiu a Beretta M15, usada pelo Exército Real durante a Primeira Guerra Mundial.
Ele ganhou ainda mais notoriedade com o desenvolvimento da submetralhadora Beretta MAB 38 em 1938 e com a espingarda de cano sobreposto de 1955.